# 堺田輝也
堺田 輝也（さかいだ てるや、1966年〈昭和41年〉7月18日 - ）は、日本の農林水産技官。
農林水産技術会議事務局研究総務官、国立研究開発法人農業・食品産業技術総合研究機構理事、出雲市副市長などを歴任。

## 来歴
福岡県八女郡立花町（現・八女市）出身。堺田の幼少期、実家では温州みかんを栽培しており、周囲の友人らもみかん農家が多かったことから、子どもの頃はみかん山でよく遊んだ。福岡県立八女高等学校を経て、1989年（平成元年）3月、九州大学農学部を卒業。大学生時代にみかんの生産や国の政策について知る機会があり、それが故郷の状況と背景が当てはまったことから、同年4月、農林水産省に入省（Ⅰ種・園芸化学）。入省後、主に土地利用型農業に携わり、生産局生産流通振興課地域対策官、同局農産部穀物課米麦流通加工対策室長、出雲市副市長などを経て、2015年（平成27年）8月7日、生産局農産部園芸作物課長に就任。果樹農業を担当した。その後、生産局農産部穀物課長兼政策統括官付、関東農政局次長などを歴任。
2022年（令和4年）4月1日、国立研究開発法人農業・食品産業技術総合研究機構理事（種苗管理、事業開発担当）に就任。
2024年（令和6年）4月1日、農林水産技術会議事務局研究総務官に就任。同年7月5日、農林水産省大臣官房技術総括審議官兼農林水産技術会議事務局長に就任。

## 年譜
- 1989年（平成元年）
  - 3月 - 九州大学農学部卒業[1]
  - 4月 - 農林水産省入省（Ⅰ種・園芸化学）[1][8]
  - 4月 - 農林水産省東京肥飼料検査所[8]
- 1991年（平成3年）4月 - 科学技術庁調整課[8]
- 1993年（平成5年）4月 - 農林水産省構造改善局事業計画課[8]
- 1994年（平成6年）4月 - 農林水産省大臣官房秘書課調整係長[8]
- 1997年（平成9年）8月 - 農林水産省農産園芸局企画課企画官[8]
- 2001年（平成13年）1月 - 農林水産省生産局特産振興課課長補佐（いも類）[8]
- 2002年（平成14年）4月 - 新潟県地域農政推進課参事[8]
- 2005年（平成17年）1月 - 農林水産省生産局農産振興課課長補佐（土地利用型農業）[8]
- 2007年（平成19年）4月 - 農林水産省生産局農産振興課課長補佐（総括及び総務班）[8]
- 2008年（平成20年）8月 - 農林水産省生産局農業生産支援課課長補佐（総括）[8]
- 2009年（平成21年）7月 - 農林水産省生産局生産流通振興課地域対策官[1][8]
- 2011年（平成23年）9月 - 農林水産省生産局農産部穀物課米麦流通加工対策室長[1][8]
- 2012年（平成24年）7月 - 出雲市副市長[1][8]
- 2015年（平成27年）8月 - 農林水産省生産局農産部園芸作物課長[1][5]
- 2017年（平成29年）7月 - 農林水産省生産局農産部穀物課長兼政策統括官付[1]
- 2020年（令和2年）8月 - 農林水産省関東農政局次長[1]
- 2022年（令和4年）4月 - 国立研究開発法人農業・食品産業技術総合研究機構理事（種苗管理、事業開発担当）[1][6]
- 2024年（令和6年）
  - 4月 - 農林水産技術会議事務局研究総務官[1][7]
  - 7月 - 農林水産省大臣官房技術総括審議官兼農林水産技術会議事務局長[1][3]